# The Roses
The Roses is een toekomstige Brits-Amerikaanse zwarte komedie, geregisseerd door Jay Roach en gebaseerd op de roman The War of the Roses van Warren Adler uit 1981. De film is een remake van The War of the Roses uit 1989. De hoofdrollen worden vertolkt door Benedict Cumberbatch en Olivia Colman.

## Verhaal
Het leven lijkt perfect voor het ideale koppel Ivy (Olivia Colman) en Theo (Benedict Cumberbatch). Ze hebben succesvolle carrières, een gelukkig huwelijk en prachtige kinderen. Maar achter de façade van hun idyllische leven doemt een tegenslag op die alles zal veranderen. Terwijl Theo's carrière keldert, nemen Ivy's ambities toe, wat een kloof van felle concurrentie en verborgen wrok tussen hen doet ontstaan.

## Rolverdeling
| Acteur               | Personage |
| -------------------- | --------- |
| Benedict Cumberbatch | Theo Rose |
| Olivia Colman        | Ivy Rose  |
| Andy Samberg         |           |
| Kate McKinnon        |           |
| Allison Janney       |           |
| Belinda Bromilow     |           |
| Sunita Mani          |           |
| Ncuti Gatwa          |           |
| Jamie Demetriou      |           |
| Zoë Chao             |           |
| Hala Finley          |           |
| Akie Kotabe          |           |

## Productie
In april 2024 werd aangekondigd dat Benedict Cumberbatch en Olivia Colman de hoofdrollen zouden spelen in de remake van The War of the Roses uit 1989, met Jay Roach als regisseur en Tony McNamara als scenarioschrijver. In juni werden Kate McKinnon en Andy Samberg aan de cast toegevoegd.

### Filmopnames
De filmopnames gingen op 10 juni 2024 van start in Devon.

## Release
The Roses staat gepland om op 29 augustus 2025 wereldwijd in première te gaan.